# Magnus Wilhelm von Nieroth (Ritterschaftshauptmann)
Magnus Wilhelm von Nieroth (* im 17. Jahrhundert; † 12. Februar 1770 in Reval) war ein estländischer Gutsbesitzer, Ritterschaftshauptmann, Hakenrichter und Landrat.

## Leben
Magnus Wilhelm von Nieroth war ein Mitglied des baltischen Adelsgeschlechts von Nieroth und Sohn des in schwedischen Diensten stehenden Majors Adam Reinhold von Nieroth, Herrn auf Alt Sommerhusen. Seine Mutter war die aus Brabant stammende Katharina, geborene Fonk.
Als nachmaliger Besitzer des Gutes Alt Sommerhusen wurde Magnus von Nieroth im Jahr 1740 zum Hakenrichter ernannt. In den Jahren von 1744 bis 1747 wirkte er als Ritterschaftshauptmann, von 1747 bis 1760 als Landrat.